# 债务重组
债务重组在香港又稱個人自願安排（Individual Voluntary Arrangement），是指面临现金流问题和财务困境的私营、公营公司或主权实体無法按照原有貸款規定償還債務，於是與債權人通過重新谈判來減少其拖欠的债务（例如減少原有貸款利息或重新草擬還貸款年期），以改善或恢复公司資金流动性，使其能够继续经营的过程。債務重組需經由法律程序申請。